# キャセイ・パシフィック航空機ハイジャック事件

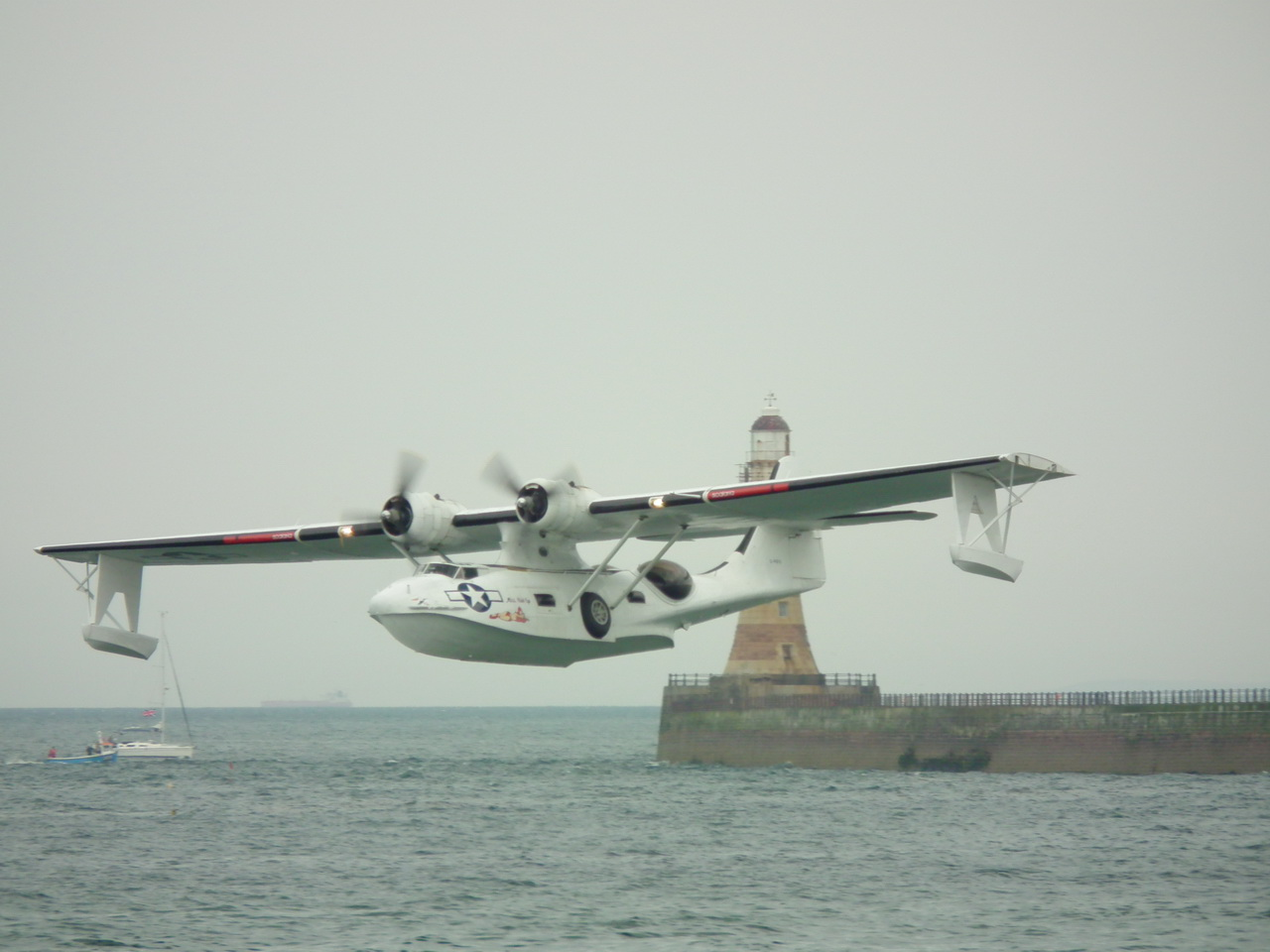
事件と同型機のPBY カタリナ

キャセイ・パシフィック航空機ハイジャック事件（キャセイ・パシフィックこうくうきはいじゃっくじけん、Cathay Pacific Airways Aircraft of hijacking）とは、1948年7月16日にポルトガル領マカオからイギリス領香港に向かったキャセイパシフィック航空機で発生した民間航空機乗っ取り（ハイジャック）事件である。
アジア地域で最初に発生したハイジャック事件であると同時に、機体が墜落した初のハイジャック事件であった。

## 事件の概要
キャセイ・パシフィック航空はイギリス領香港で創業した航空会社であるが、その当時運航していた路線のひとつにイギリス領香港とポルトガル領マカオ（いずれも当時）という短距離であったが、カタリナ飛行艇を使用した国際線があった。1948年7月16日にマカオを出発した当該機「ミス・マカオ」は、10分後の現地時間6時過ぎに中華民国の広東省珠江河口付近に墜落した。
この墜落により、黄裕という男が奇跡的に救助されたが、そのほかの乗員乗客25名は犠牲になった。当初は飛行機の不具合による墜落と考えられていたが、機体を調べると機内で発砲したと判断される、多数の弾痕が発見された。この事件について捜査当局は、黄の入院している病院に患者に見せかけた囮捜査官を送り込み、彼の身辺を捜査した。その結果、この墜落事故が4人のハイジャック犯の過失によるものであるばかりか、ただ1人の生存者である黄もその1人であったことが判明した。
犯人の黄は匪賊の首領であり、当初は乗客を人質に身代金を奪う目的でハイジャックしようとした。しかし、飛行機を奪取しようとコックピットに押し入り、機長と副操縦士を相手に揉み合っている内に誤って両名を射殺してしまい、何とかしようとして操縦桿を慌てて引いてしまい、コントロール不能となったカタリナを墜落させてしまったというものであった。なお、黄はその後に国籍を有していた中華民国当局に身柄を引き渡された。